# Linee Aeree Transcontinentali Italiane - LATI

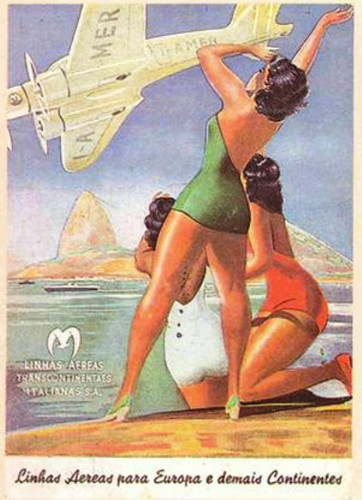
Cartel publicitario de LATI

Linee Aeree Transcontinentali Italiane, también conocida por su forma abreviada LATI , era una aerolínea regular italiana de propiedad estatal establecida con el fin de operar enlaces aéreos postales con América del Sur. Nació en 1937 en el marco de la aerolínea estatal Ala Littoria que inicialmente creó una Dirección Experimental especial para las líneas trasatlánticas y que fue el preludio de la formación en 1939 de la nueva aerolínea.

## Historia
En 1937, la aerolínea estatal italiana Ala Littoria expresó su interés en abrir, al igual que las alemanas y francesas, rutas a Sudamérica. La iniciativa, nació de la necesidad de tener una conexión postal rápida con América del Sur, necesidad ligada a la gran presencia de emigrantes italianos residentes principalmente en Brasil, Argentina y Uruguay. El informe preparado por la compañía al respecto no distinguía preferencia por un hidroavión o un avión terrestre; por lo tanto, se estableció el debate entre sus directivos, pilotos y técnicos sobre la mejor manera de garantizar un vuelo transatlántico. 
Mientras tanto, el debate se desarrolló a través de varios episodios significativos, estableciéndose entre 1937 y 1938 récords de distancia y vuelos de calibración de rutas a América del Sur, como el vuelo a comienzos de 1938 de tres Savoia Marchetti SM.79T (T por Trasatlántico) que volaron de Roma a Río de Janeiro, cubriendo casi 9850 km o el realizado en marzo de 1938 utilizando un hidroavión CANT Z.506C Airone de Ala Littoria, pilotado por el comandante Carlo Tonini y como copiloto a Umberto Klinger presidente de la empresa e impulsor de la iniciativa. El vuelo, Italia-Argentina y regreso, fue un éxito y permitió llegar a Buenos Aires vía Bathurst , Gambia , confirmando la viabilidad del proyecto.
Sin embargo, para cubrir el tramo se decidió utilizar los trimotores SM.79T SM.76 y SM.83T en lugar del Z.506 u otros hidroaviones. 
Inicialmente, el Ala Littoria, una vez consolidada su presencia en Europa, había entablado negociaciones comerciales con la francesa Air France y la alemana Deutsche Lufthansa - DHL, para utilizar de la primera, las estructuras presentes en sus colonias africanas - principalmente Dakar - como escalas técnicas. Al no conseguir llegar a un acuerdo, se decidió abrir una nueva ruta comercial solicitando la colaboración de España y Portugal. Por ello, era necesario construir un aeródromo que permitiera realizar un vuelo transoceánico con escalas. Gracias a la colaboración portuguesa, se construyó en muy poco tiempo un aeródromo en la superficie plana de Ilha do Sal, una isla del archipiélago de Cabo Verde, entonces territorio perteneciente al Imperio portugués.  Además, se establecieron bases logísticas en la costa atlántica del antiguo Territorio del Sahara Español en (Villa Cisneros) y se enviaron barcos en el tramo del Atlántico Sur atravesado por la ruta con la tarea de dar cobertura radioeléctrica y proporcionar información meteorológica.
La compañía se constituyó oficialmente el 11 de septiembre de 1939 y el vuelo inaugural se realizó el 21 de diciembre siguiente. 
Dicha ruta quedó en 1940 consolidada de la siguiente manera
- Sector europeo -africano: Roma - Sevilla - Lisboa - Sevilla - Villa Cisneros - Ilha do Sal
- Sector atlântico: Ilha do Sal - Fernando de Noronha - Natal - Recife
- Sector americano: Recife - Salvador - Bahia - Río de Janeiro -con paradas intermedias posteriores cuando la línea se amplío a Buenos Aires-[1]

El servicio se realizaba inicialmente con una frecuencia semanal, saliendo los jueves desde territorio italiano y transportando durante el trayecto correspondencia, primero nacional y luego, recogiendo la española y portuguesa. Después del 10 de junio de 1940, con la declaración de guerra a las Fuerzas Aliadas, tuvo que reducirse a un único viaje al mes e interrumpirse a partir del 19 de diciembre de 1941 tras la entrada en guerra de los Estados Unidos, que, controlaban el espacio aéreo atlántico, y del Brasil que bloqueó la posibilidad de utilizar sus aeropuertos. 
En este período el Estado Mayor del Aire impuso la militarización de la aviación civil que quedó bajo el control del Comando Servizi Aerei Speciali (CSAS), creado específicamente para utilizar con fines militares los aviones de la flota civil italiana. Ocho SM.83 de LATI fueron encuadrados en la 615ª Squadriglia, conocida también como Nucleo Communicazione LATI. Sin embargo, algunos vuelos civiles se mantuvieron operativos y se realizaron hasta septiembre de 1943, pero solo entre Roma y Sevilla - Lisboa.

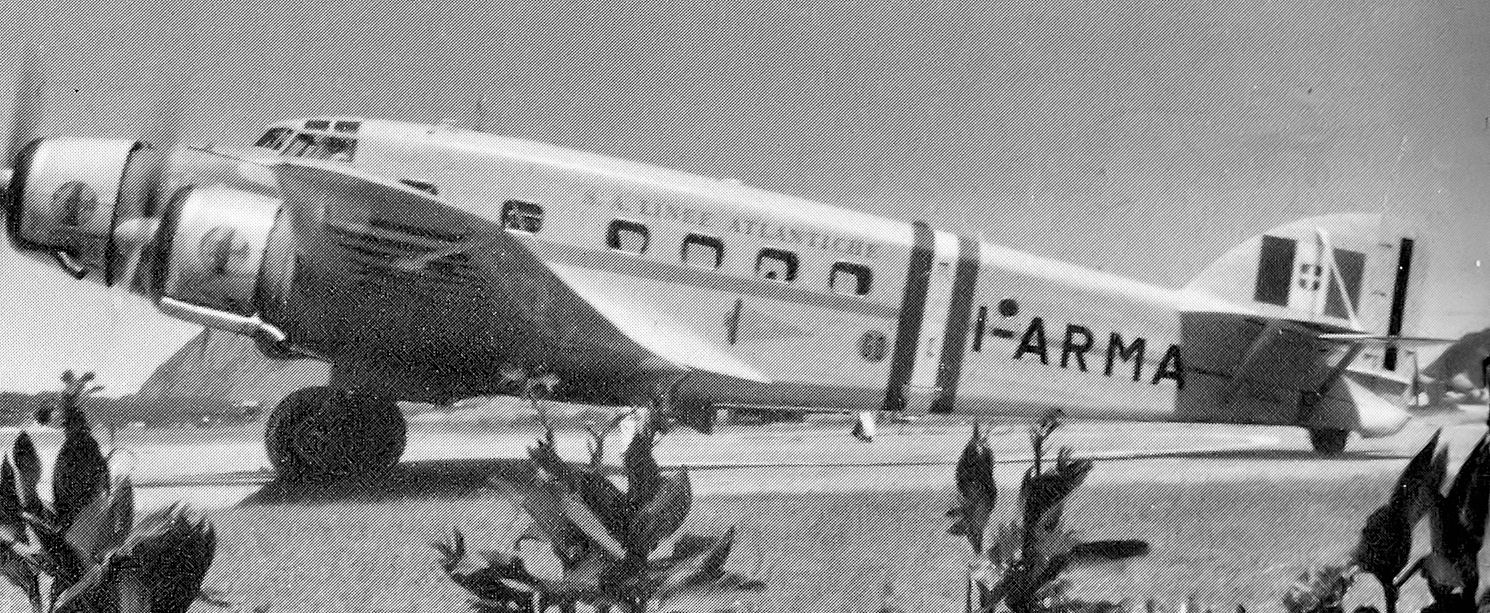
Savoia-Marchetti SM.83T de LATI

LATI realizó 211 vuelos transatlánticos, de los cuales 132 lo fueron operando con el veloz trimotor Savoia-Marchetti SM.83, versión civil del bombardero SM.79, con una  velocidad media que alcanzó los 380 km/h, aunque sólo permitía el transporte de hasta 500 kg de correo. Los vuelos eran comerciales para servicios postales pero a unos pocos pasajeros (máximo 10-12) se les permitió utilizar la ruta transatlántica. Además, según Samuel Pezzillo, LATI había podido recoger gran parte del tráfico postal que la alemana Deutsche Luft Hansa había proporcionado a Sudamérica antes de finalizar su servicio en agosto de 1939; por lo que fue el principal transportista de envíos postales entre la Europa Occidental ocupada por el Eje y Sudamérica hasta diciembre de 1941.
Al final del conflicto, la empresa, aunque todavía existía formalmente, no pudo reanudar ningún tipo de conexión aérea hasta la apertura en julio de 1949 de un servicio a Venezuela con el cuatrimotor Savoia-Marchetti SM.95 ; habiéndose realizado un intento fallido de fusión con la recién formada aerolínea Alitalia-Linee Aeree Italiane fue disuelta en 1956.